# Drepanicus moulti
Drepanicus moulti är en insektsart som först beskrevs av Navás 1910.  Drepanicus moulti ingår i släktet Drepanicus och familjen fångsländor. Inga underarter finns listade i Catalogue of Life.